# Iscrizioni dell'Orkhon

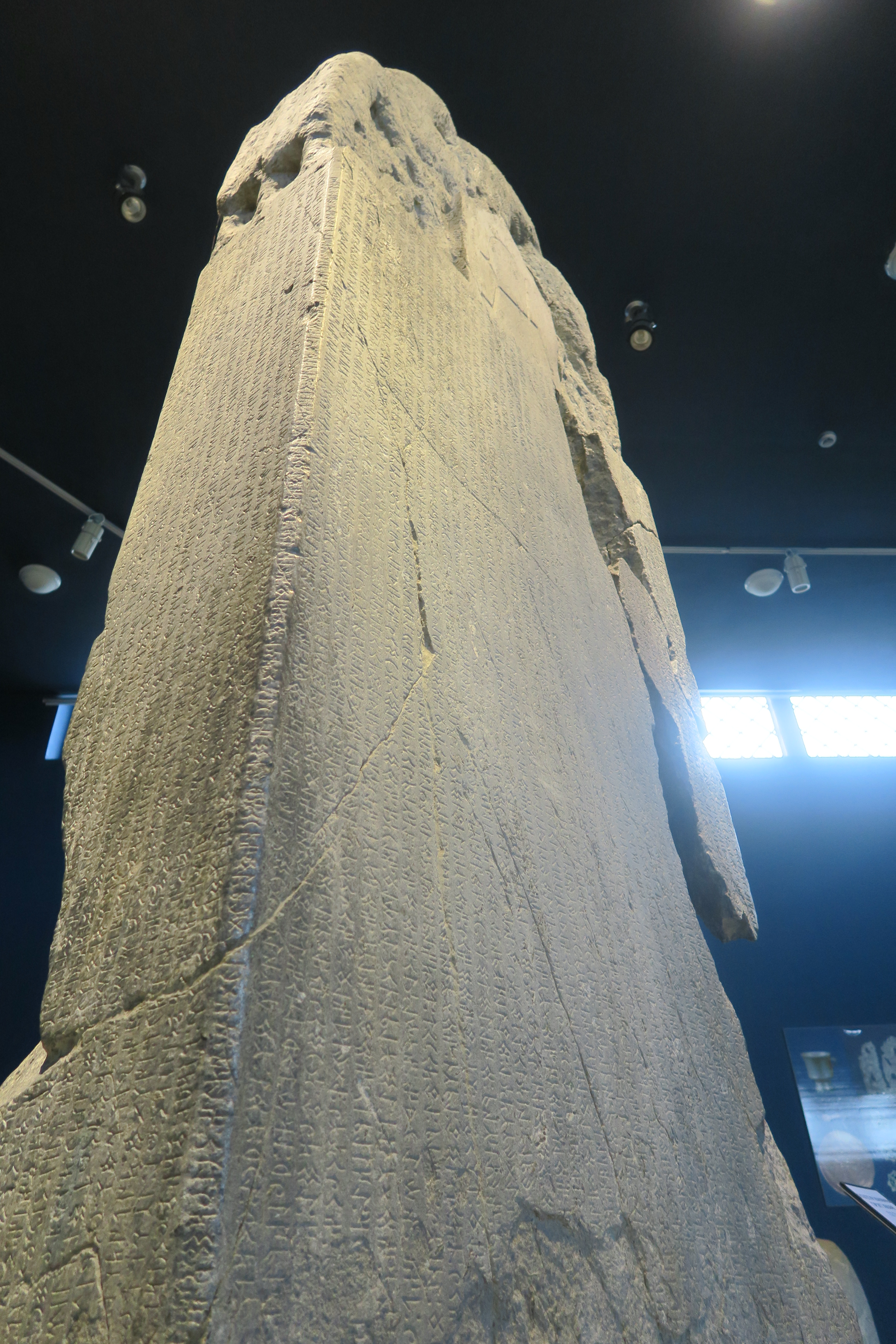
Monumento di Kul Tigin delle iscrizioni dell'Orkhon - Museo di Orkhon, Kharkhorin, Mongolia

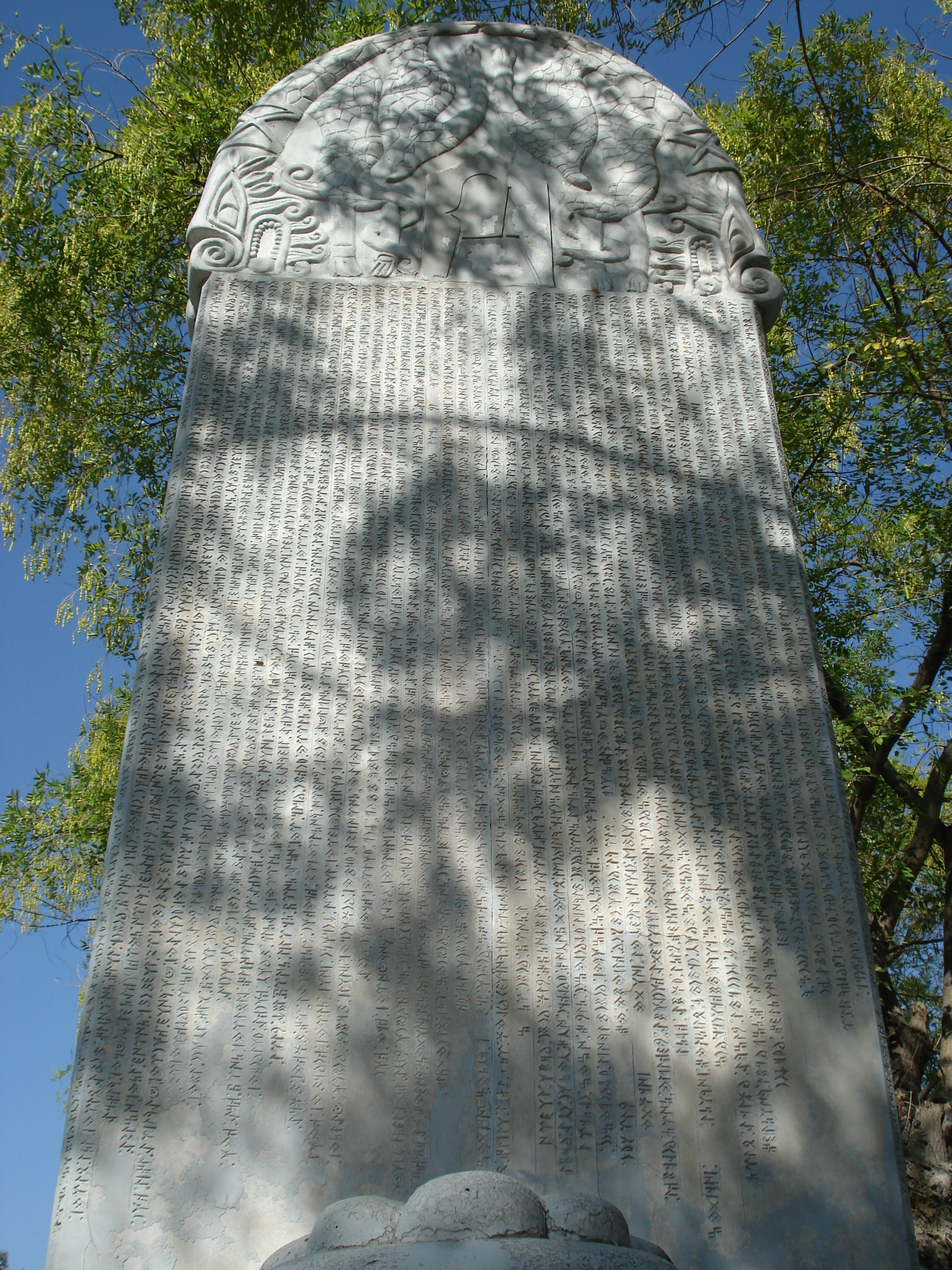
Riproduzione del complesso commemorativo di Bilge Khagan nell'Università Gazi, Ankara.

Le iscrizioni dell'Orkhon (turco: Orhun Yazıtları, azero: Orxon-Yenisey abidəsi, turkmeno: Orhon ýazgylary), note anche come iscrizioni dell'Orhon, iscrizioni dell'Orhun, monumenti di Khöshöö Tsaidam (mongolo: Хөшөө цайдам, scritte anche Khoshoo Tsaidam, Koshu-Tsaidam o Höshöö caidam), o steli di Kul Tigin (闕特勤碑T, 阙特勤碑S), sono due installazioni commemorative erette dai Göktürk e scritte nell'alfabeto turco antico all'inizio dell'VIII secolo nella valle dell'Orkhon in Mongolia. Furono erette in onore di due principi turchi, Kul Tigin e suo fratello Bilge Khagan.
Le iscrizioni, sia in cinese che in turco antico, narrano le origini leggendarie dei Turchi, l'età d'oro della loro storia, il loro assoggettamento da parte dei Cinesi e la loro liberazione da parte di Ilterish Qaghan. In realtà, secondo una fonte, le iscrizioni contengono "brani ritmici e parallelistici" che assomigliano a quelli dell'epica.

## Scoperta e traduzioni
Le iscrizioni furono scoperte dalla spedizione di Nikolaj Jadrintzev nel 1889, pubblicata da Vasilij Radlov. Il testo originale fu scritto nell'alfabeto turco antico e fu decifrato dal filologo danese Vilhelm Thomsen nel 1893. Vilhelm Thomsen pubblicò per la prima volta la traduzione in francese nel 1899. Poi pubblicò un'altra interpretazione in danese nel 1922 con una traduzione più completa.

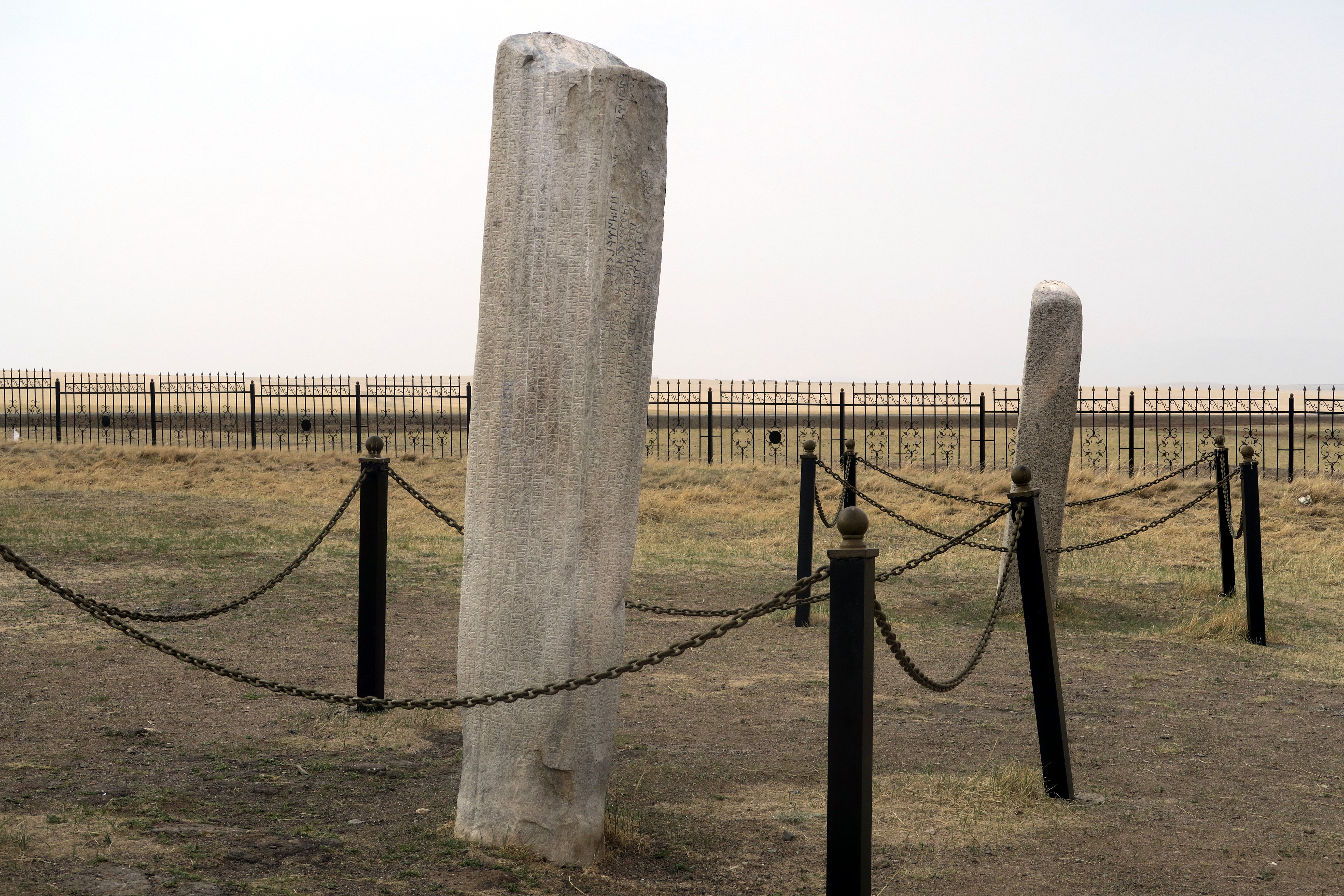
Le vicine iscrizioni di Bilge Tonyukuk in Mongolia, la più antica scrittura in una lingua turca.

### Regione
La valle dell'Orkhon è una regione sul fiume Orkhon in Mongolia, vicino al lago Ôgij. Più specificamente, esse sorgono a circa ottanta chilometri (cinquanta miglia) a nord del monastero di Erdene Zuu e approssimativamente quaranta chilometri (venticinque miglia) a nord-ovest di Ordu-Baliq.

### Importanza
Prima che le iscrizioni dell'Orkhon fossero decifrate da Vilhelm Thomsen, si sapeva pochissimo dell'alfabeto turco antico. Le scritte sono la più antica forma di una lingua turca ad essere preservata. Quando le iscrizioni dell'Orkhon furono scoperte per la prima volta, apparve ovvio che fossero un tipo di scrittura runica che era stato scoperto anche in altri siti, ma queste versioni avevano anche una forma chiara, simile a un alfabeto. Quando Vilhelm Thomsen decifrò la traduzione fu un enorme passo per comprendere l'alfabeto turco antico. Le iscrizioni fornirono gran parte dei fondamenti per tradurre altre scritti turchi. Le scritte seguivano una forma alfabetica, ma apparivano avere anche forti influenze delle incisioni runiche. Le iscrizioni sono un grande esempio dei primi segni delle transizioni di una società nomade dall'uso delle rune a un alfabeto uniforme e influenzarono quella dell'alfabeto uiguro e della lingua sogdiana.

## Restauro
Entrambe le iscrizioni fanno parte del sito patrimonio dell'umanità dell'UNESCO "paesaggio culturale della valle dell'Orkhon" in Mongolia. La TIKA (Agenzia turca per la cooperazione e il coordinamento) mostrò interesse per questo sito alla fine del XX secolo e finalizzò il suo progetto per restaurare e proteggere tutte e tre le iscrizioni. Dal 2000, oltre 70 archeologi da tutto il mondo (specificamente dalla Cina, dal Turkmenistan, dall'Azerbaigian, dall'Uzbekistan, dal Tataristan e dalla Turchia) hanno studiato l'area ed eseguito scavi. Il sito è ora protetto da recinti con edifici per il lavoro di ricerca e l'immagazzinamento dei manufatti. Il costo totale del progetto è intorno ai 20 milioni di dollari e alla fine includerà la costruzione di un museo per ospitare le iscrizioni e altri manufatti recentemente scoperti.

## Contesto storico
I monumenti eretti dai Göktürk all'inizio dell'VIII secolo. Commemorano i fratelli Bilge Khagan (683-734) e Kul Tegin (684-731), uno un politico e l'altro un comandante militare. Entrambi erano discendenti da Ilterish Qaghan del Secondo Khaganato turco, che fu un'importante società nomade turca durante la dinastia Tang.

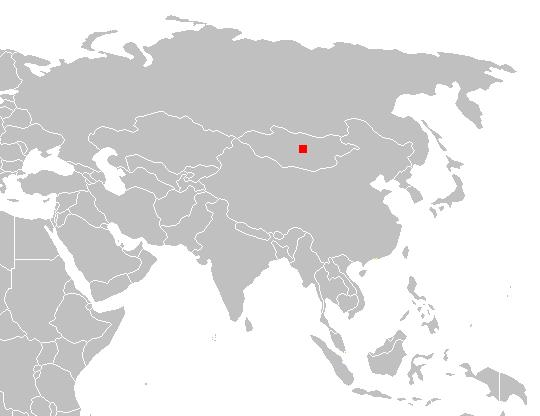
Localizzazione della valle dell'Orkhon.

I Göktürk hanno lasciato manufatti e installazioni in tutto il loro dominio, dalla Cina all'Iran. Ma solo in Mongolia sono stati trovati memoriali di re e altri aristocratici. Quelli a Khöshöö Tsaidam consistono di tavolette con iscrizioni in caratteri cinesi e turchi antichi. Entrambi i monumenti sono lastre di pietra erette originariamente su tartarughe di pietra incisa dentro recinti con mura. La pietra di Bilge Khagan mostra uno stambecco inciso (l'emblema dei Kagani götürk) e un drago ritorto. In entrambi i recinti, furono trovate evidenze di altari e riproduzioni incise di coppie umane, probabilmente raffiguranti il personaggio onorato e la sua sposa.
Le iscrizioni in turco antico su questi monumenti furono scritte da Yollug Tigin che era nipote di Bilge Khagan. Queste iscrizioni insieme a quelle di Tonyukuk sono la più antica attestazione esistente di quella lingua. Le iscrizioni mostrano chiaramente l'importanza sacra della regione, come evidenziato dall'affermazione: "Se resterai nella terra degli Ötüken e manderai carovane da lì, non avrai guai. Se resterai presso i monti Ötüken, vivrai per sempre dominando le tribù!"

## Contenuto delle iscrizioni
Una traduzione inglese completa delle iscrizioni si può trovare in The Orkhon Inscriptions: Being a Translation of Professor Vilhelm Thomsen's Final Danish Rendering.
Gli stessi due monumenti hanno incisioni su tutti e quattro i lati. Tuttavia, parte del testo non è stata conservata o è mancante e pertanto rimangono solo alcune parti del messaggio originale. Quello che segue è un riassunto della sezione più completa delle iscrizioni.
Una traduzione del primo e del secondo monumento sembra indicare che il testo continua da una parte all'altra.
La prima parte delle traduzioni turche sembra essere Bilge Khagan che discute della commemorazione della tavoletta, oltre a menzionare l'estensione dell'impero. In un passo si legge: "Verso est ho fatto campagne fino alla pianura dello Shantung, e ho quasi raggiunto il mare, al sud ho fatto campagne fino a Tokuz-Ersin e ho quasi raggiunto il Tibet, in Occidente ho fatto campagne oltre lo Yenchii-Iigiiz (Fiume delle Perle) fino a Timir-Kapig (la Porta di Ferro), al Nord ho fatto campagne fino alla terra degli Yer-Bayirku. A tutte queste terre ho guidato (i Turchi). La foresta del monte Otiikin non ha un signore [straniero], la foresta del monte Otiikin è il luogo in cui il regno è tenuto insieme". Continuando, le iscrizioni parlano delle conquiste di Bilge Khagan e delle lotte che lui e il suo popolo affrontano con i Cinesi. Le iscrizioni descrivono addirittura i Turchi asserviti dai cinesi.
Tuttavia, le iscrizioni evidenziano anche il successo di Bilge Khagan di unire il suo popolo. Come si legge in un passo:
Il resto delle iscrizioni sono frammentate e sporadiche, ma sembrano dettagliare le conquiste contro i Kirghisi e i Tangut e anche la morte di Kul-Tegin in battaglia, e infine la successione di Bilge Khagan da parte di suo figlio.

### Relazioni con i Cinesi
Le iscrizioni sembrano avere opinioni contrastanti sull'influenza cinese dei Tang. Da un lato, sembrano contenere il punto di vista secondo cui i Turchi disprezzano i Cinesi. Sembra che Bilge Khagan volesse distinguere il suo popolo dai Cinesi per rimanere una forte società indipendente. Nell'iscrizione Bilge Khagan rimprovera quei Turchi che sono stati influenzati dalla cultura cinese e hanno adottato uno stile di vita cinese. Come si legge in un passo:
Anche la presunta schiavitù dei Turchi non aiutò la reputazione dei Cinesi. Bilge Khagan sembra incolpare i Cinesi per la disunione del suo stato turco. Questa opinione turca dei Cinesi sembra essere negativa.
Tuttavia, la traduzione rivela anche un certo grado di diplomazia con i vicini Cinesi, come dimostra la sua dichiarazione:
Bilge Khagan fa anche riferimento all'assunzione di artisti cinesi quando afferma:
Per complicare ulteriormente l'opinione già confusa sui Cinesi, le iscrizioni contengono sia traduzioni turche che cinesi. Pertanto, l'iscrizione contiene la prova che Bilge Khagan ebbe un'interazione culturale con la dinastia Tang.